# Massimiliano Vieri
Massimiliano Vieri (Sydney, 1º settembre 1978) è un allenatore di calcio ed ex calciatore italiano naturalizzato australiano, di ruolo attaccante.

## Carriera

### Giocatore

#### Club
Figlio della francese Christiane Rivaux e di Roberto Vieri, celebre calciatore degli anni sessanta e settanta, nonché fratello di Christian Vieri, è nato in Australia allorché il padre militava nei Marconi Stallions di Sydney.
Tornato in Italia, cresce calcisticamente nel Prato. Nell'estate del 1996, quando la Juventus acquista suo fratello Christian, anche lui viene preso dai bianconeri per giocare nelle giovanili. Nella stagione successiva la Juventus lo manda in prestito "a casa", e nel Prato debutta nei campionati professionistici, esordendo in Serie C1 nella stagione 1997-1998; la stagione si conclude con un gol all'attivo in 15 presenze e la retrocessione ai play-out, dove i lanieri sono sconfitti dalla Carrarese. Nel 1998-99, sempre in prestito, passa al Fano, in Serie C2, e disputa 22 partite segnando 5 reti. Nell'estate del 1999 viene acquistato in compartecipazione dal Brescello: è qui che "Max" Vieri si fa notare, realizzando 12 goal in 30 presenze in Serie C1; per l'attaccante però sono ancora amari gli spareggi di fine stagione, visto che il Brescello viene battuto nelle finali play-off dal Cittadella.
A fine stagione viene riscattato dalla Juventus, che però lo dà subito in prestito all'Ancona. Con i marchigiani milita in Serie B per due stagioni, realizzando 12 gol in 36 presenze nella seconda. Per la stagione 2002-03 la Juventus lo cede invece in prestito al Verona, sempre in B.
Nell'estate 2003 il Napoli ne acquisisce la comproprietà e dopo una stagione in Serie B ne rileva completamente il cartellino a titolo gratuito. La società però fallisce e l'attaccante, che aveva ancora tre anni di contratto, si ritrova svincolato. Max Vieri comunque trova subito una squadra in B e va alla Ternana. Nella stagione successiva viene acquistato dalla Triestina: con i giuliani colleziona però una sola presenza, prima di essere acquistato nel mercato di gennaio dall'Arezzo; con gli amaranto non va però mai a segno, timbrando appena 6 presenze. Dopo sei anni consecutivi nella serie cadetta a fine stagione viene ceduto al Novara, in Serie C1, ma con la squadra piemontese segna soltanto 3 reti in 29 apparizioni.
Nella stagione 2007-2008 gioca nel Lecco in Serie C1. Fa coppia in attacco con Savoldi, già suo compagno durante l'esperienza napoletana del 2003-2004. Disputa 31 partite mettendo a segno 7 gol al termine di un'annata che si conclude con la retrocessione della sua squadra dopo lo spareggio play-out contro la Paganese. Nell'estate 2008 torna al Prato, in Serie C2, dove disputa 3 stagioni prima di giocarne una, l'ultima, in Lega Pro Prima Divisione, sempre in maglia biancazzurra. Ha concluso questo quadriennio con all'attivo 19 reti in 86 partite e nell'estate 2012, a 34 anni, si è ritirato dal calcio giocato.

#### Nazionale
Grazie al doppio passaporto, Max Vieri ha deciso di vestire la maglia della Nazionale australiana. Le presenze coi Socceroos sono state 6 (senza aver mai messo a segno una rete), la prima delle quali in amichevole contro la Turchia il 21 maggio 2004 (gara giocata a Sydney e vinta 3-1 dai turchi). La fiducia inizialmente concessagli dal tecnico Frank Farina non gli è stata in seguito accordata dal successore Guus Hiddink, che non l'ha più convocato, escludendolo dalla rosa dei 23 per i Mondiali di Germania 2006.

### Allenatore
Nel luglio 2017 diventa vice allenatore di Lamberto Zauli nella formazione Primavera dell'Empoli. Nel 2019-2020 è vice nelle giovanili del Prato mentre la stagione seguente diventa vice della Fiorentina Under-18.

## Statistiche

### Cronologia presenze e reti in nazionale
| Cronologia completa delle presenze e delle reti in nazionale ― Australia | Cronologia completa delle presenze e delle reti in nazionale ― Australia | Cronologia completa delle presenze e delle reti in nazionale ― Australia | Cronologia completa delle presenze e delle reti in nazionale ― Australia | Cronologia completa delle presenze e delle reti in nazionale ― Australia | Cronologia completa delle presenze e delle reti in nazionale ― Australia | Cronologia completa delle presenze e delle reti in nazionale ― Australia | Cronologia completa delle presenze e delle reti in nazionale ― Australia |
| Data                                                                     | Città                                                                    | In casa                                                                  | Risultato                                                                | Ospiti                                                                   | Competizione                                                             | Reti                                                                     | Note                                                                     |
| ------------------------------------------------------------------------ | ------------------------------------------------------------------------ | ------------------------------------------------------------------------ | ------------------------------------------------------------------------ | ------------------------------------------------------------------------ | ------------------------------------------------------------------------ | ------------------------------------------------------------------------ | ------------------------------------------------------------------------ |
| 21-5-2004                                                                | Sydney                                                                   | Australia                                                                | 1 – 3                                                                    | Turchia                                                                  | Amichevole                                                               | -                                                                        | 46’                                                                      |
| 24-5-2004                                                                | Sydney                                                                   | Australia                                                                | 0 – 1                                                                    | Turchia                                                                  | Amichevole                                                               | -                                                                        | 63’                                                                      |
| 29-5-2004                                                                | Adelaide                                                                 | Australia                                                                | 1 – 0                                                                    | Nuova Zelanda                                                            | Coppa d'Oceania 2004 - Turno preliminare                                 | -                                                                        | 67’                                                                      |
| 2-6-2004                                                                 | Adelaide                                                                 | Australia                                                                | 6 – 1                                                                    | Figi                                                                     | Coppa d'Oceania 2004 - Turno preliminare                                 | -                                                                        | 59’                                                                      |
| 6-6-2004                                                                 | Adelaide                                                                 | Australia                                                                | 2 – 2                                                                    | Isole Salomone                                                           | Coppa d'Oceania 2004 - Turno preliminare                                 | -                                                                        | 46’                                                                      |
| 9-2-2005                                                                 | Durban                                                                   | Sudafrica                                                                | 1 – 1                                                                    | Australia                                                                | Amichevole                                                               | -                                                                        | 67’                                                                      |
| Totale                                                                   |                                                                          | Presenze                                                                 | 6                                                                        |                                                                          | Reti                                                                     | 0                                                                        |                                                                          |

## Palmarès

### Giocatore

#### Nazionale
- Coppa d'Oceania: 1

2004